# Rezynit
Rezynit – macerał z grupy liptynitu.

## Występowanie i geneza
Rezynit występuje w węglach brunatnych i kamiennych.
- w węglach brunatnych powstaje z żywic, wosków, olejków (bursztyn). W świetle odbitym będzie czarny, ciemnobrunatny, pomarańczowy, we fluorescencji może być jaskrawo żółty, ciemnożółty, pomarańczowawy. Występuje w formie ziaren owalnych bądź kulistych o różnej wielkości.
- w węglach kamiennych mógł być utworzony z żywic, olejków, tłuszczów, czyli jest to macerał o bardzo zróżnicowanym składzie chemicznym, co będzie się odzwierciedlało w jego barwie i fluorescencji. Barwa może być jaskrawo żółta lub pomarańczowa. Ziarna rezynitu w jaskrawo żółtej barwie nazywane są fluorynitem. Może występować w formie izolowanych ziaren w kształcie owalnym, kulistym różnej wielkości. Może występować w skupieniach po kilka lub kilkanaście i więcej ziaren, ale również może wypełniać światło komórek np. w telinicie, fuzynicie, semifuzynicie lub sklerotynicie (funginicie).